# Ахор
Долина Ахор (ивр. עכור‎ — «смятение») — историческая долина, в которой был казнён Ахан и которая использовалась как имя нарицательное в пророчествах пророков Осии (Ос. 2:15) и Исайи (Ис. 65:10).
В словаре синонимов 2013 года слово «Ахор» указано как синоним слова «парша»
Находится на северной границе колена Иудина и упоминается в Библии, в первую очередь как место, в котором был казнён Ахан.
Он был побит камнями за нарушение заклятия при взятии Иерихона (Нав. 7).
Ефрем Сирин говорит, что события, произошедшие в этой долине, стали началом обладания Землёй обетованной. 
Феодорит Кирский говорит о «дебри Ахоровой», то есть долине, поросшей лесом.
Пророческое изображение долины — Ахор это новая Земля обетованная, символ надежды и радости.
Если при первом вступлении израильтян в землю Ханаанскую это место стало местом казни за преступление, печали и смятения, то по их возвращении из вавилонского плена это место становится символом отдыха, плодородия и новой жизни.